# Къща на Тодор Бурмов
Къщата на Тодор Бурмов, известна още като Бурмовата къща се намира на ул. „Врабча“ 7 в София.
Построена е през 1899 г. за нуждите на семейството на политика Тодор Бурмов. По същото време дъщеря му Рада встъпва в брак с юриста Стоян Данев.
Архитектурата на къщата е повлияна от модата в архитектурата в Европа по онова време. Декорирана е с щитове и медальони.
Къщата се състои от два етажа с по три просторни стаи и голям вестибюл на всеки от тях. Поради факта, че се намира на североизточния край на дворцовия парк, от който е била отделена с каменен зид, цар Фердинант решава да я откупи след смъртта на политика, за да закръгли границите на двореца, като отваря врата през каменния зид, за да я свърже с царското имения. От тогава до заличаването на българската монархия Бурмовата къща се използвала за жилище на неженените адютанти и секретари на двореца. В нея са живели хора като Иван Багрянов и Коста Скутунов.
След национализацията е използвана за детска градина. На фасадата ѝ е поставена паметна плоча в чест на Тодор Бурмов и Стоян Данев. Днес мястото е сред непопулярните софийски архитектурни атракции.